# Obzor

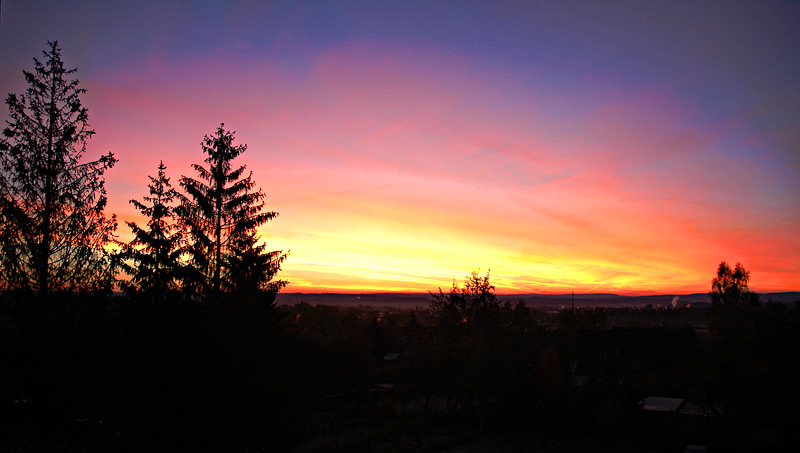
Viditelný obzor při východu Slunce v Zwickau (Sasko)

Obzor (též horizont, z řec. ὁρίζων, obzor, od ὁρίζειν, ohraničovat) je optická či jiná hraniční čára mezi viditelným povrchem astronomického tělesa, například planety Země a oblohou.

Astronomický, viditelný a pravý obzor

Viditelnost obzoru je podmíněna optickými podmínkami panujícími v daném okamžiku v místě pozorovatele. Můžeme rozlišovat vícero horizontů:
- astronomický – vodorovná rovina protínající oko pozorovatele
- pravý či geometrický horizont – tvořený ideálním povrchem Země, například na moři.
- zdánlivý horizont – geometrický horizont se započtením atmosférické refrakce, čili skutečně viditelný horizont na rovině bez překážek.
- viditelný horizont – tvořený například horami, stavbami nebo lesy

Vzdálenost pravého horizontu závisí na výšce oka nad povrchem Země podle přibližného vzorce:
{\displaystyle d\approx {\sqrt {13h}}} (případně {\displaystyle d\approx 3,57{\sqrt {h}}}), kde d je vzdálenost v kilometrech a h je výška v metrech.

Vzdálenost pravého horizontu při výšce oka 1,70 m činí asi 4,7 km, při výšce 100 m asi 36 km.
Zdánlivý horizont je za standardních atmosférických podmínek přibližně o 8 % dále.
Obecnější vzorec je {\displaystyle d={\sqrt {2Rh+h^{2}}}\,,} kde R je poloměr astronomického tělesa.

Tedy na Měsíci bude vzdálenost pravého horizontu (stejná jako zdánlivého) asi 52 % pozemského.
V případě pozorování objektu na horizontu použijeme vzorec:
{\displaystyle d\approx 3,57({\sqrt {h1}}+{\sqrt {h2}})}, kde d je vzdálenost v kilometrech, h1 je výška pozorovatele v metrech a h2 je výška pozorovaného objektu v metrech.

Například loď o výšce 10 metrů můžeme při výšce oka 1,7 m pozorovat na vzdálenost asi 16 km.
Mimo oblast optiky existuje také radiový horizont, který závisí především na kmitočtu, ale i na atmosférických podmínkách často více než optický.